# Gaston Gibéryen
Gaston Gibéryen dit Gast Gibéryen, né le 29 juin 1950 à Born dans l'ancienne commune de Mompach (Luxembourg), est un syndicaliste et homme politique luxembourgeois, président du Parti réformiste d'alternative démocratique (ADR) de 1987 à 1989.

## Biographie
Né le 29 juin 1950 à Born, Gaston Gibéryen est « issu du monde syndical ». Il est employé au sein du Syndicat des artisans libres (NGL) dont il est le secrétaire général jusqu'en 1989 puis qu'il préside de 1989 à 2003.

### Parcours politique
D'abord échevin de 1976 à 1981, en 1982, il est élu bourgmestre de la commune de Frisange, fonction qu'il exerce jusqu'en 2005.
Il est membre de la Chambre des députés depuis 1989, où il représente le Parti réformiste d'alternative démocratique dont il est l'un des membres fondateurs,. Il fait notamment partie de plusieurs commissions dont celle du règlement qu'il préside de 2004 à 2018. Par ailleurs, il préside le groupe politique de l'ADR de 2006 à 2018.

### Retrait de la vie politique
Il annonce le 22 mai 2019 qu'il ne terminera pas son mandat de député, avec deux issues possibles : soit il est élu au Parlement européen le 26 mai suivant et il se retirera alors de son mandat national soit il cédera sa place avant la fin de la législature au plus tard ; il souhaite que Fred Keup, fondateur de l'initiative Wee 2050-Nee 2015 et candidat non élu de l'ADR aux élections législatives de 2018, lui succède. En juillet 2020, à l'âge de 70 ans, il confirme sa démission pour octobre de la même année dans une lettre envoyée au président de la Chambre des députés. En raison de son échec aux élections européennes, il sera remplacé à partir du 14 octobre 2020 comme cela avait été envisagé par Fred Keup au parlement après son retrait de la vie politique.

## Décorations
- Commandeur de l'ordre de Mérite du grand-duché de Luxembourg[4] (Luxembourg, 2004)
- Officier de l'ordre de la Couronne de chêne[5] (Luxembourg, 1999)